# Station Sønderbæk
Station Sønderbæk is een voormalig spoorwegstation in Sønderbæk, Denemarken. Het station lag aan de spoorlijn Mariager - Viborg, die in 1927 door de Mariager-Faarup-Viborg Jernbane (MFVJ) was aangelegd.
Station Sønderbæk is op 1 juli 1927 geopend. Het stationsgebouw is ontworpen door Ulrik Plesner. Op 29 mei 1965 werd het reizigersverkeer tussen Fårup en Viborg stilgelegd, waarmee station Sønderbæk als halteplaats werd opgeheven. Op 31 maart 1966 eindigde ook het goederenverkeer.
Het stationsgebouw is bewaard gebleven en is privaat eigendom.